# Загний, Сергей Анатольевич
Сергей Анатольевич Загний (1960, Москва) — российский композитор.

## Биография
В 1988 закончил Московскую консерваторию. С 1992 преподаёт в ней полифонию, гармонию, форму. Выступает как исполнитель импровизационной музыки на нетрадиционных инструментах. С 1992 руководил Садовым Оркестром Мастерской Индивидуальной Режиссуры (руководитель Борис Юхананов). В 1993—1995 работал в Термен-Центре, где созданы многие из его электронных сочинений.

## Творчество
Музыка Загния до 1982 написана в так называемой расширенно-тональной или атональной манере. Большинство произведений, созданных в 1982—1992, основаны на диатонике и тональности.
С 1993 пишет электронную музыку. Сочиняет музыку для кино и театра.
Участвует в перформансах с А. Батаговым, М. Пекарским, Л. Рубинштейном и др.
Участвует в постановках Вокально-инструментального театра вместе с И. Юсуповой, С. Савенко, виолончелистом Д. Чеглаковым, балериной Е. Лукьянчиковой.

## Избранные произведения
- 4 канона для скрипки и виолончели (1981)
- 4 канона для фортепиано (1981)
- Орнаменты для фортепиано (1982)
- Квинтет для медных духовых (1985)
- Фуга для струнного квартета (1985)
- Соната для фортепиано (1990)
- 3 пьесы для фортепиано (1990)
- Этюды для фортепиано (1990)
- Электронная музыка № 1 (1993—1994)
- 12 пьес для инструментального ансамбля (1995)
- Реквием (1997)
- Hommage à Béla Bartók (Bagatelle) для фортепиано (1999)
- Основания для фортепиано или любых подходящих инструментов (2000)
- Бесконечное что-то ещё для любых подходящих инструментов (1990—2001)
- Евгений Онегин, 1-минутная опера для 1-2 голосов ad libitum (с действиями ad libitum) и фортепиано (2001)
- Две пьесы для клавесина (2002)
- Фрагменты из балета Лебединое озеро для камерного ансамбля (2003)
- Баркарола для фортепиано (2011)

## Исполнители
Сочинения Загния исполнялись в России и за рубежом на фестивалях Альтернатива (Москва), Неопознанное движение (Волгоград, 1991), Bang on a can (Нью-Йорк, 1992), European media art festival (Оснабрюк, 1993), Edinburgh International Festival (Эдинбург, 1995), Московская осень (Москва, 1998), Ментальные ландшафты (Фрауенфельд/Нёвшатель/Цюрих, 1999).
Основными исполнителями музыки Сергея Загния являются Антон Батагов, Иван Соколов, Наталья Пшеничникова, а также сам автор.

## Теория
В теоретических работах (Преобразования музыкальных построений и др.) исследовал класс музыкальных преобразований, основанных на понятии математической функции. Идея реализована в сочинении Четыре канона (1981).

## Признание
Лауреат Первой Российской Премии имени Джона Кейджа (1992).